# Ličartovce
Ličartovce (ungarisch Licsérd – bis 1907 Licsért) ist ein Ort und eine Gemeinde im Osten der Slowakei, mit 972 Einwohnern (Stand 31. Dezember 2024). Sie gehört zum Okres Prešov, der ein Teil des übergeordneten Bezirks Prešovský kraj ist.

## Geographie

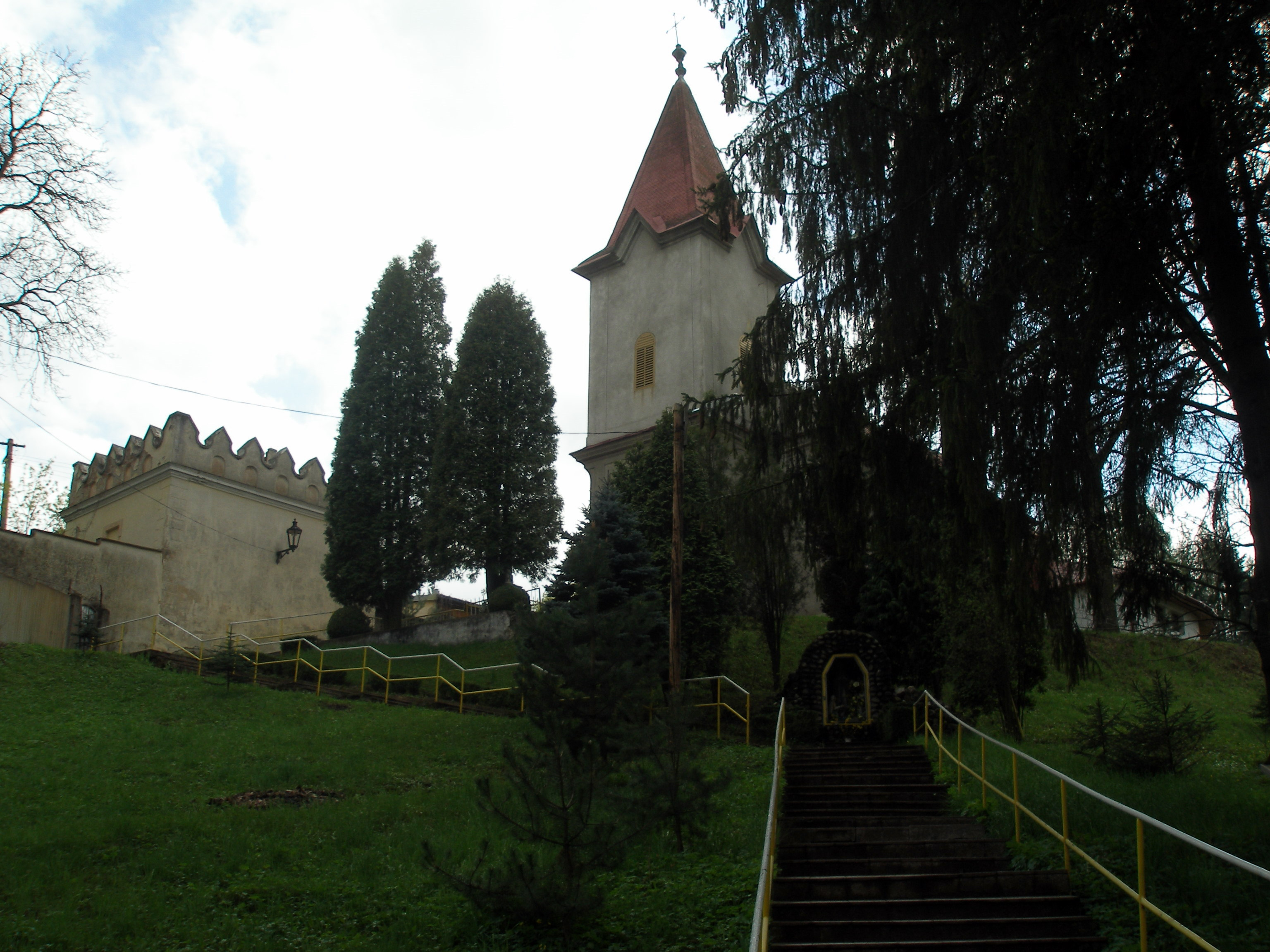
Kirche des Hl. Martin und ein Teil des Landschlosses

Die Gemeinde liegt im Nordteil des Talkessels Košická kotlina, am Fuße des Berglands Šarišská vrchovina. Durch das Gemeindegebiet fließt der Fluss Svinka, kurz vor Mündung in den Hornád. Ličartovce ist 14 Kilometer von Prešov und 20 Kilometer von Košice entfernt.
Verwaltungstechnisch gliedert sich die Gemeinde in Gemeindeteile Ličartovce und Pri Svinke.

## Geschichte
Der Ort wurde zum ersten Mal 1249 erwähnt. 1828 hatte er 68 Häuser und 517 Einwohner.

## Bevölkerung
| Jahr                | 1994 | 2004    | 2014    | 2024    |
| ------------------- | ---- | ------- | ------- | ------- |
| Anzahl der Personen | 956  | 947     | 974     | 972     |
| Unterschied         |      | −0,94 % | +2,85 % | −0,20 % |

| Jahr                | 2023 | 2024    |
| ------------------- | ---- | ------- |
| Anzahl der Personen | 960  | 972     |
| Unterschied         |      | +1,25 % |